# Войска ПВО СССР
Войска́ ПВО СССР — один из пяти видов Вооружённых Сил СССР.
В служебных и рабочих документах, а также в литературе в разные годы встречаются сокращения — ВПВО ВС СССР, Войска ПВО Союза ССР, Войска ПВО СССР, Войска ПВО страны (официальное наименование с 1954), Войска ПВО (официальное наименование с 1980).

## История

### Зарождение ПВО в Российской империи

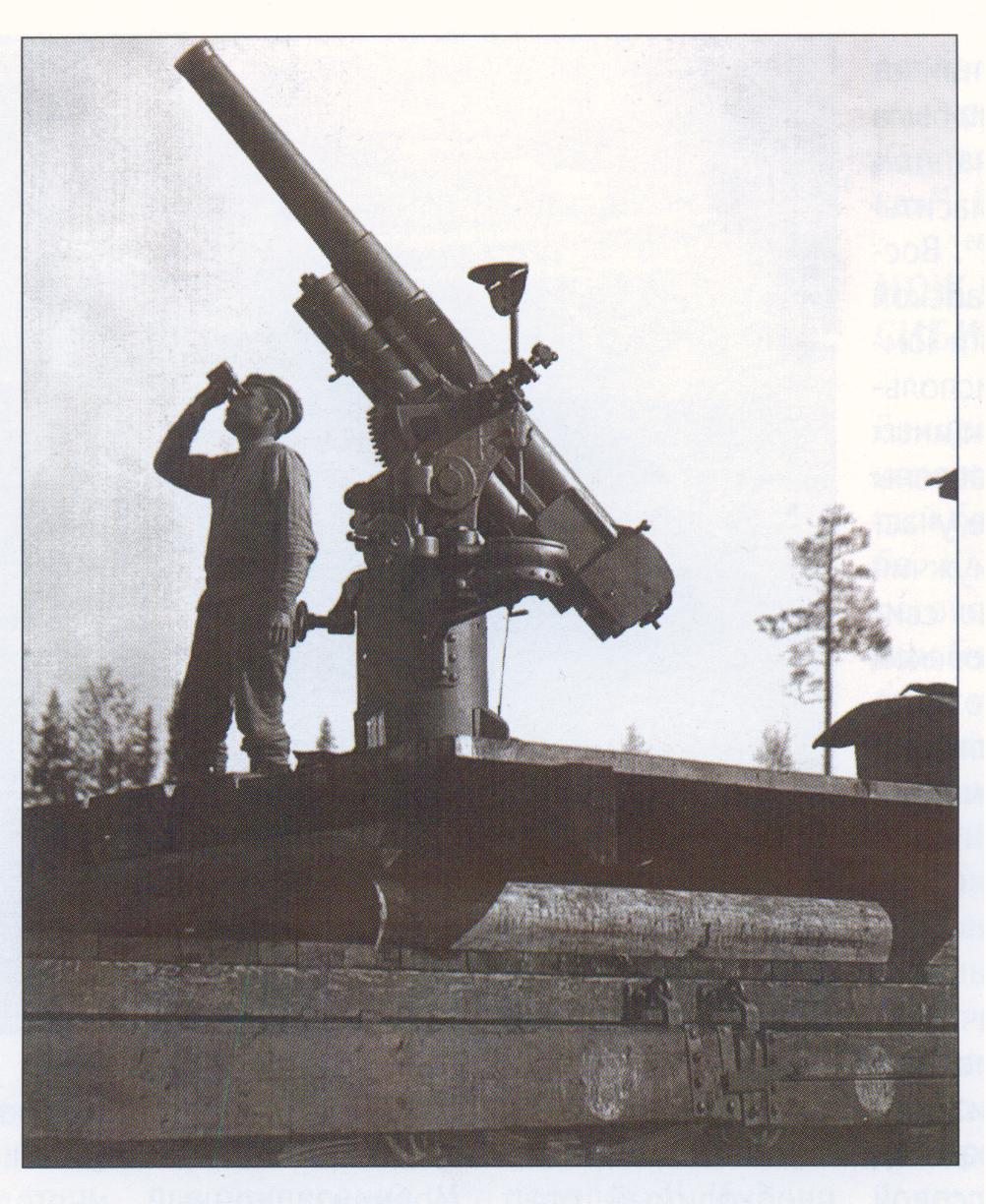
76-мм зенитная пушка образца 1914/15 годов.

Развитие средств воздушного нападения вызвало необходимость создания специальных средств борьбы с ними, разработки мер воздушной обороны для прикрытия войск и объектов тыла. К началу 1914 года в России была сконструирована первая 76-мм противосамолётная пушка (конструктор Лендер), досягаемость которой по высоте составляла 5000 метров. Для стрельбы по аэропланам также использовались пушки образца 1900 года (1902 года) с приспособлениями, позволяющими придавать стволу углы возвышения 50—60 градусов и поворачивать вкруговую.
С началом Первой мировой войны в 1914 году были созданы первые противосамолётные батареи.
17 июня 1915 года, отражая налёт девяти немецких самолётов, зенитчики сбили два из них, открыв счёт самолётов противника, уничтоженных российской зенитной артиллерией (по другим данным, противосамолётным подразделением Тарновского 2 июня 1915 года был сбит один немецкий аэроплан в районе г. Пултуск (Польша)).
Эффективность стрельбы из зенитных пушек возрастала, но не удовлетворяла требованиям надёжной обороны объектов. Расход снарядов на 1 сбитый самолёт составлял в 1916 году — 9500, а в 1918 году — 3000 снарядов. Для обнаружения авиации противника и предупреждения гражданского населения о военной опасности была организована служба воздушного наблюдения, оповещения и связи (ВНОС). Наблюдатели на постах обнаруживали средства воздушного нападения визуально и на слух. Сведения о приближении и направлении полета самолётов передавались по телефону и телеграфу на КП противосамолётной артиллерии и истребительной авиации (ИА). В 1916 году в качестве средств воздушной обороны для защиты крупных населённых пунктов стали применяться аэростаты воздушного заграждения. В годы Первой мировой войны впервые в военной практике сложились принципы ПВО объектов страны и войск, были выработаны приёмы и способы борьбы с воздушным противником.
Как вид войск ПВО в годы первой мировой войны находились в зачаточном состоянии и единой структуры их не было. На фронтах они входили в состав артиллерии и подчинялись начальнику артиллерии фронта (армии). Первым специальным соединением ПВО в России стала Воздушная оборона Петрограда и его окрестностей (с мая 1915 года — Воздушная оборона Петрограда и Царского Села), с момента создания 17 (30) ноября 1914 года по 1918 год её начальником был генерал-майор Георгий Владимирович Бурман.

### ПВО в годы гражданской войны
В 1917 году перед Советской Республикой встала задача обеспечить надёжную защиту городов, войск от нападения с воздуха. В октябре 1917 года на Путиловском заводе в Петрограде был построен первый бронепоезд, вооружённый пушками для стрельбы по самолётам.
Части ПВО Петрограда в ходе Октябрьской революции были взяты под контроль большевиков и перешли на их сторону. Уже при подавлении выступления Керенского—Краснова в ноябре 1917 года части ПВО Петрограда зенитным огнём сбили один из двух аэропланов, поддерживавших мятеж К весне 1918 года в Красной Армии было около 200 зенитных артиллерийских батарей и 12 истребительных авиаотрядов.
Единой структуры ПВО не было. В мае 1918 года было создано «Управление заведующего формированием зенитных батарей», что положило начало попыткам централизованного руководства формированием частей зенитной артиллерии, но это Управление не занималось организацией их боевого применения.
Как постоянное формирование в годы гражданской войны была организована постоянная противовоздушная оборона Петрограда. ПВО Петрограда состояла из 16 зенитных батарей и 19 истребителей типа Sopwith Camel, системы постов ВНОС. Все эти силы подчинялись Штабу воздушной обороны Петрограда (с декабря 1918 — Управление воздушной обороны Петрограда). Она же получила первое боевое крещение в истории отечественной ПВО, отражая налёты аэропланов армии генерала Н. Н. Юденича на Петроград во время обороны Петрограда в 1919 году — по советским данным, при этом сбито 4 самолёта.
ПВО прочих городов создавались лишь как временные формирования на период существования угрозы в воздуха. Так, ПВО Москвы с 1918 по 1920 годы формировалось и расформировывалось трижды (в 1918 году насчитывала 8 зенитных батарей и 35 истребителей, круговая система постов ВНОС и наблюдательных постов). Короткое время действовали ПВО Кронштадта, Тулы, Саратова, Астрахани и Баку. Все пункты воздушной обороны имели в своём составе подразделения истребительной авиации, зенитной и полевой артиллерии, аэростатов заграждения и ВНОС.

### Развитие ПВО после окончания гражданской войны (1921—1940 гг.)

#### Организация

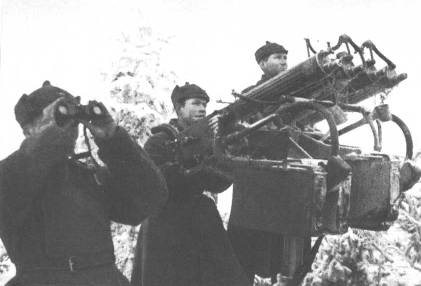
Счетверённая зенитная пулемётная установка М4 образца 1931 года

В 1921 году зенитная артиллерия была включена в состав артиллерии особого назначения. Тем самым, части противовоздушной обороны в СССР перестали существовать. В 1924 году вновь началось формирование зенитных подразделений — первых зенитных артиллерийских полков. В полк входило пять дивизионов, по четыре батареи в каждом. Наряду с ними организуется сеть пунктов ПВО, объединяемых в сектора ПВО, развивается сеть постов воздушного наблюдения, оповещения и связи (ВНОС).
Тогда же, в 1924 году, вновь был создан орган управления войсками ПВО: Управление начальника зенитной артиллерии РККА. В сентябре 1926 года в Оперативном управлении Штаба РККА был создан 3-й отдел (противовоздушной обороны), на базе которого 1 мая 1930 года в составе Штаба РККА создано 6-е управление.
В состав каждого военного округа организационно входили несколько секторов ПВО, делившиеся в свою очередь на пункты противовоздушной обороны (города подлежащие защите от воздушного нападения). Начальником пункта ПВО по совместительству являлся начальник гарнизона города, начальником сектора ПВО — командиры общевойсковых соединений (по совместительству). В начале 1930-х годов вместо секторов ПВО были созданы самостоятельные отделы ПВО. В 1932 году 6-е управление штаба РККА было преобразовано в Управление противовоздушной обороны с подчинением Революционному Военному Совету. Управление возглавлял начальник ПВО РККА, подчинявшийся Народному комиссару по военным и морским делам. В военных округах были созданы управления ПВО округов, подчинявшиеся командующим войсками округов. Были организованы первые зенитные артиллерийские дивизии ПВО. В 1937 году для охраны Москвы, Ленинграда и Баку были созданы корпуса ПВО в составе которых имелись зенитные артиллерийские дивизии, зенитные прожекторные полки, полки ВНОС, полки аэростатов заграждения и пулеметные полки. Для обороны менее крупных объектов были сформированы дивизии и бригады ПВО. Приказом НКО от 14 февраля 1941 года страна была поделена на зоны ПВО, географически совпадающие с границами военных округов. Каждому округу соответствовала одна зона ПВО, за исключением Северной зоны, которая простиралась сразу на два военных округа. Возглавлялись они помощником командующего округа. Зона ПВО делилась на районы, а те на пункты ПВО.

#### Состав и вооружение

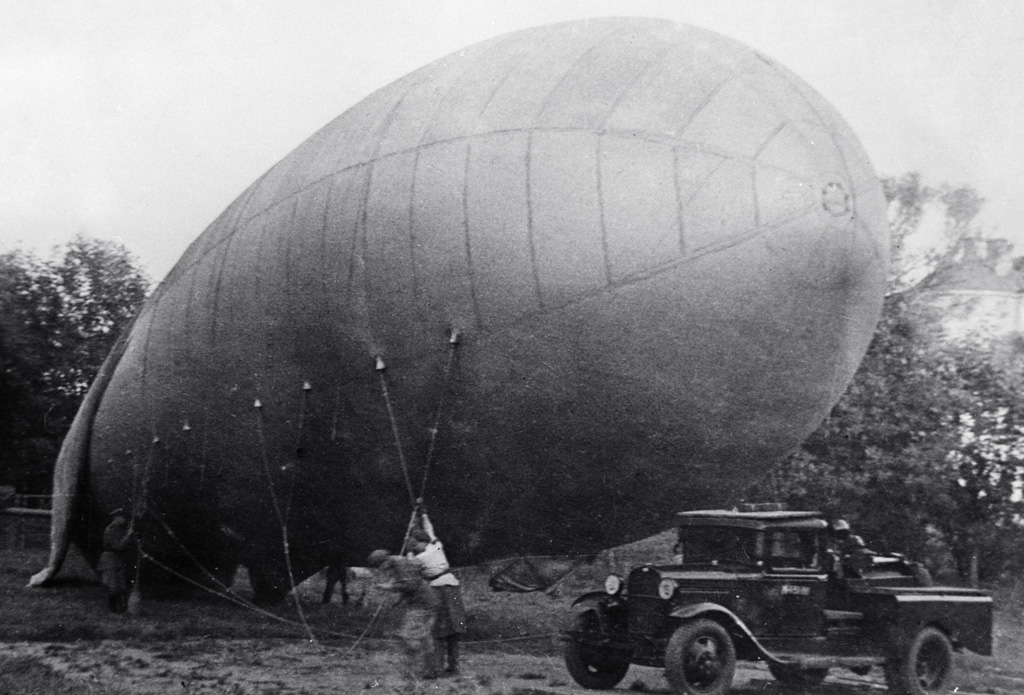
Военнослужащие устанавливают аэростат заграждения, Москва, 20 июня 1942 года, фото Владимир Грановский.

В октябре 1925 года в войсках ПВО имелось 214 зенитных орудий, в октябре 1928 года — 575. В 1930 году имелось 85 отдельных специальных частей ПВО, из них 58 зенитных артиллерийских В межвоенные годы для СССР остро встала проблема оснащения войск вооружением и военной техникой. Начало решения этих проблем было положено в годы военной реформы (1924—1925 гг.). В 1924 году в Ленинграде руководством артиллерии принята программа совершенствования зенитной артиллерии — увеличению досягаемости зенитных пушек по высоте и дальности, повышению их эффективности и скорострельности, улучшению автоматизации управления огнём. ПВО получает новые образцы зенитных пулемётных установок: М4 образца 1931 года и ДШК. Продолжались работы с целью выявления наиболее выгодных калибров зенитных орудий, стали создаваться новые зенитные орудия малого и среднего калибров.  На вооружение зенитной артиллерии поступают новые образцы зенитных пушек: 76,2-мм образца 1931 года, 76,2-мм образца 1938 года, 85-мм образца 1939 года и автоматическая 37-мм образца 1939 года. Вводились новые системы вооружения. В войсках появились звукоулавливатели работающие в паре с прожектором — прожзвук. В 1932 году принят на вооружение ПУАЗО-1 (прибор управления артиллерийским зенитным огнем), данные с которого передавались на орудия голосом или по телефону, а в последующих моделях была разработана система синхронной передачи данных для стрельбы. В 1935 году — ПУАЗО-2, в 1939 — ПУАЗО-3. В 1939 году принята на вооружение РЛС РУС-1, в 1940 — РУС-2.
В 1930-е годы в войсках ПВО не было истребительной авиации. Авиачасти ВВС могли лишь быть переданы в оперативное подчинение для использования в целях ПВО. Так, в 1932 году в целях ПВО предполагалось использовать части ВВС имеющие на вооружении 263 самолёта-истребителя. Истребительная авиация ВВС при этом продолжала обновляться. На вооружении появились И-15, И-16, И-153, а с 1940 года — Як-1, МиГ-3, ЛаГГ-3.
В декабре 1940 года Управление ПВО РККА преобразуется в Главное управление Красной Армии. 14 января 1941 года начальником ГУ ПВО РККА становится генерал-полковник Г. М. Штерн. 8 июня 1941 года Штерн арестован и впоследствии расстрелян по «делу авиаторов».
| Приказ НКО СССР № 0368 Приказ НКО СССР № 0368 «О реорганизации Управления ПВО в Главное управление противовоздушной обороны Красной Армии» 27 декабря 1940 г. Приказываю: 1. Управление противовоздушной обороны Красной Армии преобразовать в Главное управление противовоздушной обороны Красной Армии. 2. На начальника Главного управления противовоздушной обороны возложить руководство организацией противовоздушной обороны территории Союза ССР и разработку вопросов и использования всех средств ПВО: зенитной артиллерии, зенитных пулеметов, зенитных прожекторов, истребительной авиации, выделенной для ПВО пунктов, аэростатов заграждения и службы ВНОС. 3. Начальнику Генерального штаба к 5 января 1941 г. представить на утверждение штаты и проект положения о Главном управлении ПВО Красной Армии. Народный комиссар обороны СССР Маршал Советского Союза С. Тимошенко. — РГВА. Ф. 4. Оп. 15. Д. 27. Л. 573. Типографский экэ. |

### Войска ПВО в годы Великой Отечественной войны (1941—1945)

#### Организация

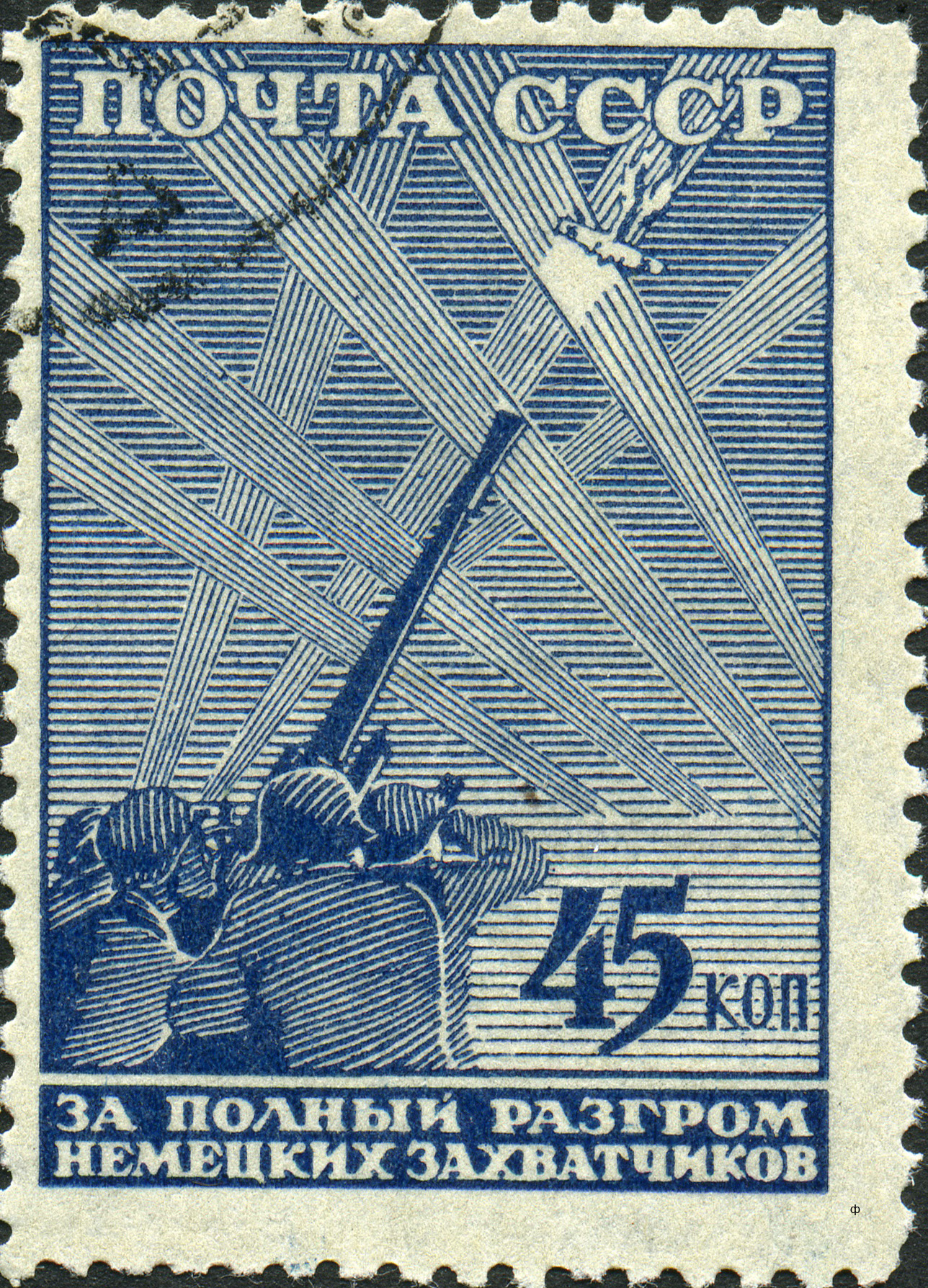
Зенитное орудие на советской марке военного времени.

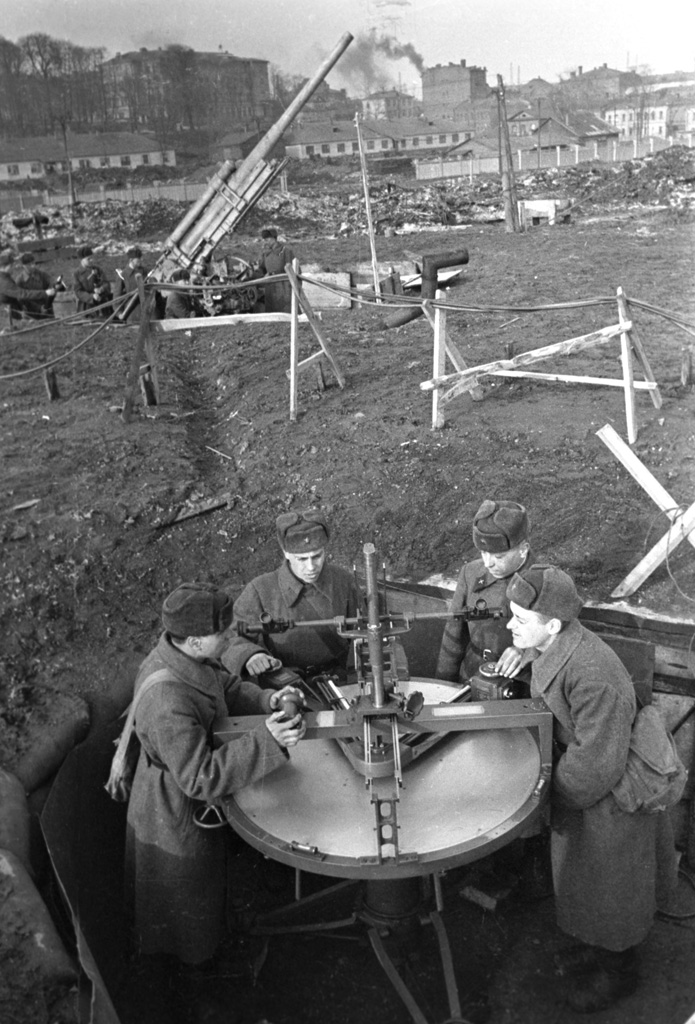
Группа наведения зенитного расчёта при обороне Москвы, 1 ноября 1941 года, фото Олег Кнорринг.

Во время войны в организации войск ПВО продолжали происходить изменения. В августе 1941 года управления Северной, Северо-Западной, Западной, Киевской и Южной зон ПВО были расформированы, а соединения и части этих зон подчинены непосредственно командованию соответствующих фронтов. В ноябре 1941 года учреждена должность командующего войсками ПВО территории страны (генерал-майор Громадин М. С., начальник штаба генерал-майор Нагорный Н. Н.) — заместителя Народного комиссара обороны по ПВО. Войска ПВО, за исключением войск в районе Ленинграда, были выведены из подчинения командующих войсками военных округов и фронтов и подчинены командующему войсками ПВО. Существовавшие на территории европейской части СССР зоны ПВО были расформированы и на их базе образованы корпусные и дивизионные районы. Забайкальская, Среднеазиатская, Закавказская и Дальневосточная зоны ПВО были сохранены. В первой половине 1942 года Московский корпусной район ПВО с оперативно подчиненным ему 6-м истребительным авиационным корпусом был преобразован в Московский фронт ПВО. Соответственно Ленинградский и Бакинский корпусные районы ПВО были реорганизованы в армии ПВО, а Горьковский, Сталинградский и Краснодарский дивизионные районы ПВО — в корпусные районы ПВО. Приказом НКО СССР от 22 января 1942 года соединения и части истребительной авиации, выполнявшие задачи противовоздушной обороны, были переданы в подчинение командующего Войсками ПВО страны. В середине 1942 года в составе ПВО числился один фронт ПВО, две армии ПВО и 16 корпусных и дивизионных районов ПВО (плюс зоны ПВО в азиатской части страны).
Летом 1943 года были созданы Ростовский и Краснодарский корпусные и Харьковский дивизионный районы ПВО. В том же году Управление командующего Войсками ПВО страны было расформировано. Управление войсками ПВО было поручено командующему артиллерией Красной Армии (маршал артиллерии Воронов Н. Н.), при котором были сформированы Центральный штаб войск ПВО и Центральный штаб истребительной авиации ПВО. Войска ПВО были разделены на Западный (оборона Мурманска, Москвы, Ярославля, Воронежа и прифронтовых объектов) и Восточный (оборона объектов Северного и Южного Урала, Средней и Нижней Волги, Кавказа и Закавказья) фронты ПВО. Ленинградская армия ПВО и Ладожский дивизионный район ПВО оставались в оперативном подчинении Ленинградского фронта; войск ПВО в Средней Азии и на Дальнем востоке изменения не касались. Западный фронт возглавил Громадин М. С., Восточный — Зашихин Г. С.. Истребительная авиация оборонявшая Москву была объединена в 1-ю воздушную истребительную армию ПВО. Весной 1944 года Западный и Восточный фронты, а также Закавказская зона ПВО были реорганизованы. На их базе было сформировано три фронта ПВО: Северный, Южный и Закавказский. Одновременно корпусные и дивизионные районы ПВО переименовывались соответственно в корпуса и дивизии ПВО. В декабре 1944 года вместо Северного и Южного фронтов ПВО были созданы Западный (генерал-полковник артиллерии Журавлев Д. А.), Юго-Западный (генерал-полковник артиллерии Зашихин Г. С.) и Центральный фронты ПВО (генерал-полковник Громадин М. С.). В марте 1945 года на базе Дальневосточной и Забайкальской зон ПВО, а также перегруппированных из европейской части СССР сил ПВО создаются три армии ПВО — Забайкальская (генерал-майор артиллерии Рожков П. Ф.), Приамурская (генерал-майор артиллерии Поляков Я. К.) и Приморская (генерал-лейтенант артиллерии Герасимов А. В.). Имевшиеся в зонах районы ПВО реорганизуются в корпуса и дивизии ПВО.

#### Состав и вооружение

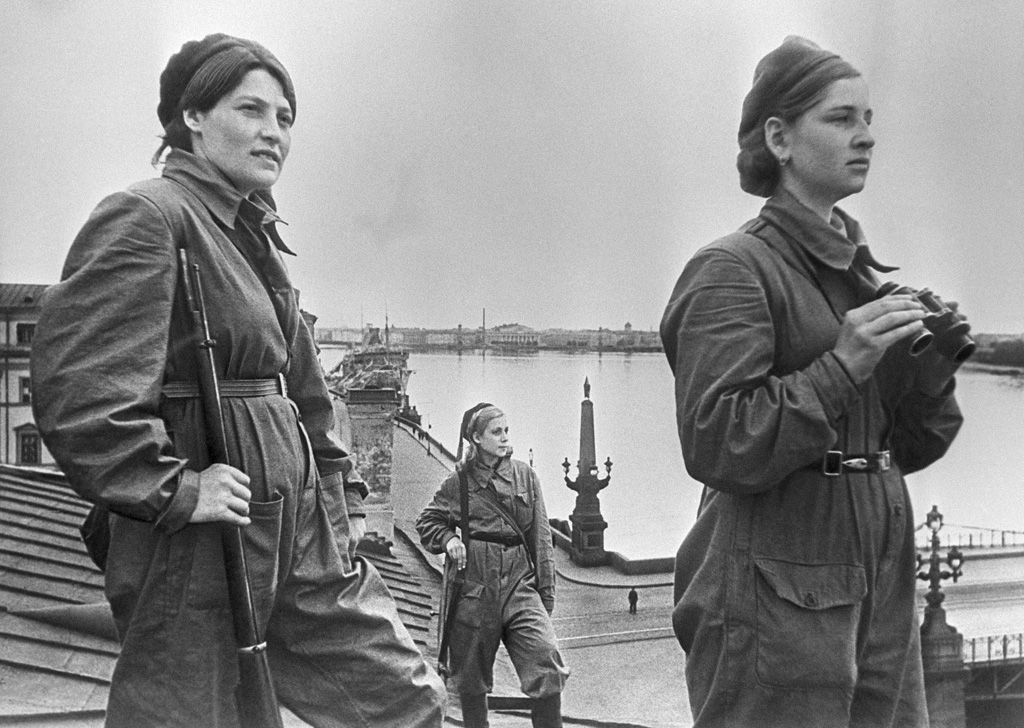
На боевом дежурстве,, Ленинград, 1 мая 1942 года, фото Борис Кудояров.

К началу Великой Отечественной войны в составе войск ПВО страны имелось: три корпуса ПВО, две дивизии ПВО, девять отдельных бригад ПВО, 28 отдельных зенитных артиллерийских полков, 109 отдельных зенитных артиллерийских дивизионов, 6 полков ВНОС, 35 отдельных батальонов ВНОС и другие части. Москву, Ленинград и Баку обороняли корпуса ПВО, в которых находилось 42,4 % всех батарей зенитной артиллерии среднего калибра. Дивизии ПВО прикрывали Киев и Львов. Войска ПВО насчитывали 182 тыс. человек личного состава, 3329 зенитных орудий среднего калибра, 330 зенитных орудий малого калибра, 650 зенитных пулеметов, 1500 зенитных прожекторов, 850 аэростатов заграждения, 45 радиолокационных станций. Части ВВС предназначенные дли использования в целях противовоздушной обороны состояли из 40 истребительных авиационных полков и имели около 1500 самолётов. Из этих 40 истребительных авиаполков в районе Москвы находилось 11, в районе Ленинграда и Баку по 9, в районе Киева — 4, по одному в Риге, Минске, Одессе, Кривом Роге и Тбилиси; 2 полка располагались в восточной части СССР. Истребители по типам распределялись следующим образом: И-15 — 1 %, Як-1 и МиГ-1 — 9 %, И-153 — 24 %, И-16 — 66 %.
По мнению С. С Бирюзова, ПВО СССР к 1941 году оказалось недостаточно готовым к современной войне. Техническое оснащение было несовершенным, службы наблюдения и оповещения строились на визуальном наблюдении и телефонной связи, в организационном отношении единой централизованной системы управления силами ПВО не было. Все эти вопросы пришлось решать в ходе начавшейся войны, что стоило больших жертв. По мнению В. И. Курашова, к началу войны Красная армия располагала разнообразным и вполне современным вооружением для ведения противовоздушной обороны. Много внимания уделялось боевому обучению войск; начальником Управления боевой подготовки войск ПВО в 1943 году был генерал-майор П. А. Абросимов. Но имелся и ряд недостатков, оказавших негативное влияние на ход боевых действий и которые пришлось устранять в ходе войны. Главный из них — отсутствие централизованного руководства всеми силами и средствами ПВО при ведении боевых действий. В двойном подчинении оказалась истребительная авиация, подразделения зенитных пулемётов и посты ВНОС подчинялись общевойсковым штабам, а зенитная артиллерия — начальнику артиллерии.
В 1943 году до 80 % взводов ВНОС, вооруженных РЛС, было передано из ВНОС соединениям истребительной авиации. Все зенитные артиллерийские полки среднего калибра к концу 1944 года были оснащены радиолокационными станциями орудийной наводки, а прожекторные части — радиопрожекторными станциями; также во всех истребительных авиаполках ПВО имелись РЛС обнаружения и наведения. Состав зенитных артиллерийских батарей малого калибра был увеличен с 4 до 6 орудий.
Примером организации ПВО крупного политического и промышленного центра являлась ПВО Москвы. Она осуществлялась 1-м корпусом ПВО и 6-м истребительным авиационным корпусом ПВО. В составе этих соединений к началу массированных налетов фашистской авиации имелось свыше 600 истребителей, более 1000 орудий среднего и малого калибров, около 350 пулеметов, 124 поста аэростатов воздушного заграждения, 612 постов ВНОС, 600 зенитных прожекторов. Наличие таких крупных сил, умелая организация управления сорвали попытки противника нанести массированные удары с воздуха. Всего прорвалось к городу 2,6 % от общего количества самолётов. Войска ПВО, оборонявшие Москву, уничтожили 738 вражеских самолётов. Кроме того, 6 истребительный авиационный корпус, нанося штурмовые удары, уничтожил 567 самолётов на аэродромах противника. В целом Войска ПВО уничтожили 1305 самолётов, в боях с наземным противником было уничтожено 450 танков и 5000 машин.
К концу Великой Отечественной войны на вооружении войск ПВО СССР имелось 9800 зенитных орудий среднего калибра, 8900 орудий малого калибра, 8100 зенитных пулемётов, 5400 зенитных прожекторов, 1400 аэростатов заграждения, 230 РЛС обнаружения, 360 РЛС орудийной наводки, 3200 истребителей.
Выполняя свои задачи, войска ПВО территории страны уничтожили 7313 самолётов немецко-фашистской авиации, из которых 4168 — силами ИА, и 3145 — зенитной артиллерии, пулеметным огнём и аэростатами заграждения. Наибольшее количество самолётов противника, 33, среди зенитчиков за время боёв уничтожила 1-я батарея 93-го зенитного артполка под командованием старшего лейтенанта Геннадия Ольховикова.
Свыше 80 тыс. солдат, сержантов, офицеров и генералов Войск ПВО были награждены орденами и медалями, а 92 воина удостоены высокого звания Героя Советского Союза и один — дважды. За успешные боевые действия 11 соединений и частей Войск ПВО были удостоены почётных наименовании и 29 почётного звания гвардейских.

### Войска ПВО в послевоенные годы

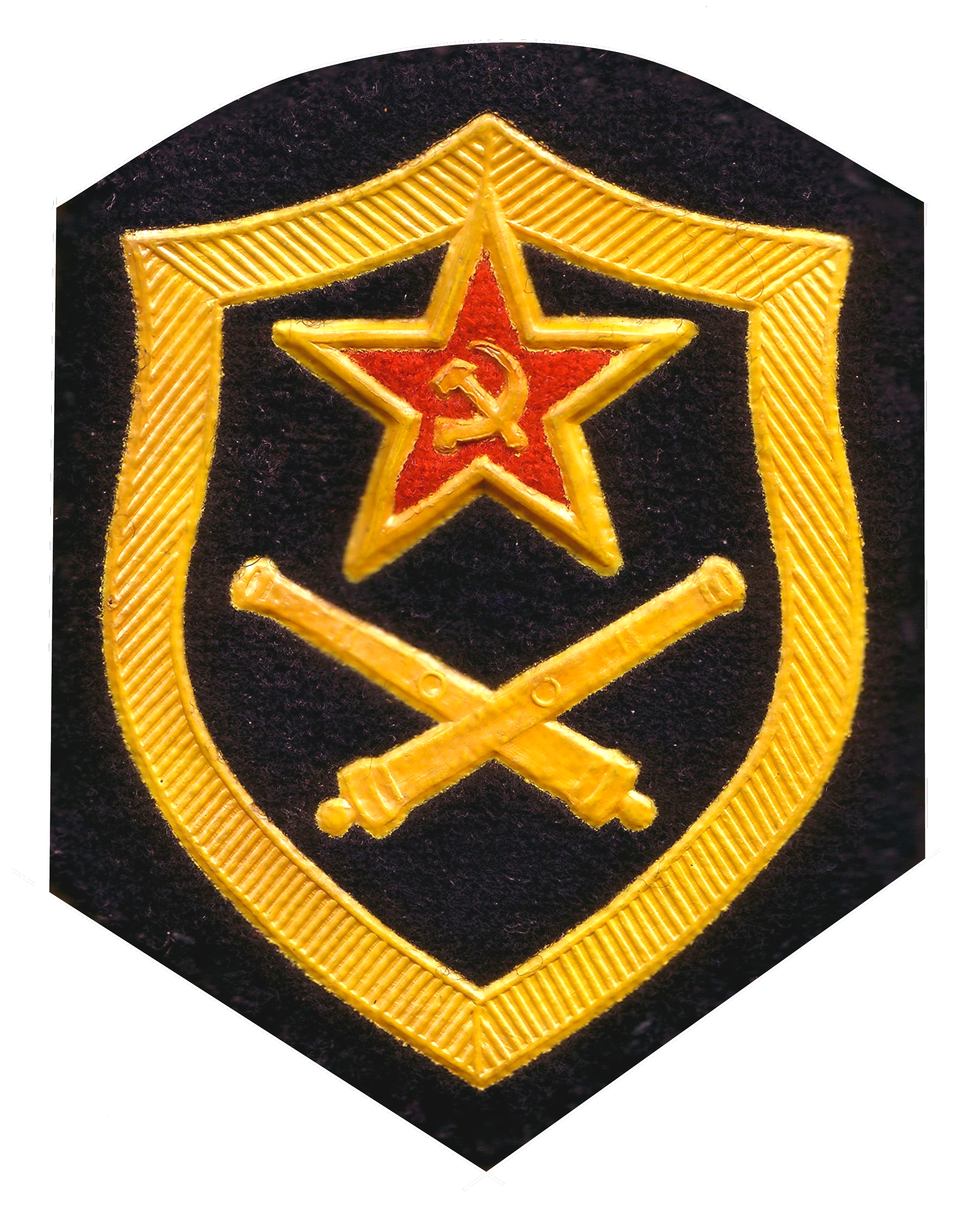
Нарукавный знак по роду войск (службе) ЗРВ ВПВО

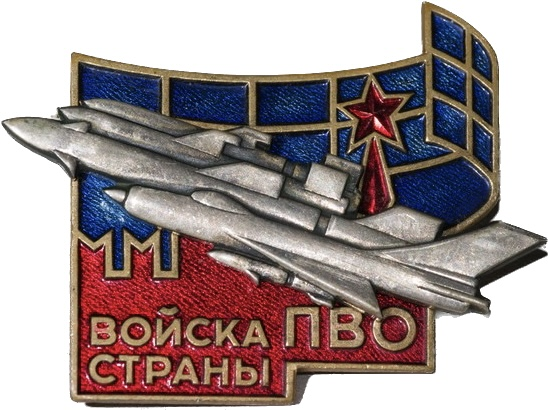
Почётный знак «Войска ПВО страны».

Войска ПВО в послевоенные годы подверглись такому количеству изменений и реорганизаций, какого не было ни в одном из видов Вооружённых Сил. Причём некоторые из этих реорганизаций носили весьма кардинальный характер реорганизаций, что сказалось на деятельности Войск ПВО не лучшим образом. Первоначально в рамках послевоенного сокращения Вооружённых Сил были расформированы управления Бакинской и Ленинградской армий ПВО (на их основе создали 16-й Особый и 17-й Особый корпуса ПВО), несколько корпусов ПВО переформировали в дивизии ПВО, а ряд дивизий ПВО — в бригады ПВО, расформировали несколько полков истребительной авиации ПВО. При этом боевой состав войск ПВО был сокращён незначительно.
Первой глобальной реорганизацией стала децентрализация системы противовоздушной обороны СССР, начавшаяся после принятия Постановления Совета Министров СССР от 3 мая 1946 года № 976-408сс. Основной задачей документа было развёртывание системы противовоздушной обороны на всей территории СССР, включая районы, где потенциального противника не было (Средняя Азия, Поволжье, Урал, Сибирь). В 1947 году все корпуса, дивизии и бригады ПВО получили статус зенитно-артиллерийских; в них входили артиллерийские и прожекторные части, подразделения аэростатов и части ВНОС. Истребительная авиация организационного из системы ПВО была выведена и подчинена командованию ВВС, оставаясь в оперативном подчинении в ведении командования округов и армий ПВО по территориальному принципу. В ВМФ СССР все части ПВО был переформированы в бригады ПВО, имевшие задачу противовоздушной обороны военно-морских баз (таких бригад стало 14). В итоге с трудом созданная на боевом опыте Великой Отечественной войны система войск ПВО утратила свою стройность. А задача обеспечения воздушных границ СССР была возложена вообще не на войска ПВО, а на ВВС приграничных военных округов, командование которых относилось к данной задаче как к второстепенной. В итоге оперативное реагирование на нарушения воздушных границ СССР затруднилось. Начавшаяся «Холодная война» вылилась в многочисленные и, как правило, не пресечённые и ненаказуемые, нарушения воздушного пространства СССР.
В сложившейся ситуации единый порядок организации воздушной обороны государственной границы отсутствовал, как и эффективная система оповещения о нарушениях воздушными целями государственной границы. Истребительная авиация специального назначения для борьбы с самолётами-нарушителями отсутствовала. Для выхода из такого положения приказом Министра Вооружённых Сил СССР «О новой организации ПВО страны» от 7 июля 1948 года с целью организации противовоздушной обороны вся территория СССР была разделена на приграничную полосу и внутреннюю территорию. В приграничной полосе ответственность за ПВО была передана командованию примыкающих к границе военных округов, тем самым её вывели из-под руководства войск ПВО. А на войска ПВО была возложена противовоздушная оборона только внутренней территории, для чего были созданы районы ПВО 3-х категорий (4 района I категории, 7 районов II категории и 2 района III категории). Часть истребительной авиации ПВО вернули из ВВС в войска ПВО. Сами войска ПВО были выведены из подчинения командующего артиллерией Советской армии, объединены в самостоятельный вид Вооружённых Сил, их командующим назначен Маршал Советского Союза Л. А. Говоров с непосредственным подчинением министру (с марта 1950 года по должности официально являлся заместителем Военного министра СССР).
Но восстановление управляемой и логичной структуру ПВО страны не отразилось на состоянии противовоздушной обороны приграничной полосы, оставшейся за пределами ответственности этих войск. Командующие приграничными военными округами не были компетентными лицами в вопросах ПВО и имели большое количество иных возложенных на них целей и задач. Нарушения воздушного пространства СССР продолжались, и найденный новый выход оказался не лучшим. В феврале 1949 года в приграничных военных округах и на всех 4-х флотах были сформированы 14 окружных приграничных полос воздушной обороны (ППВО), командующие которыми подчинялось командующим округами и флотами. А когда и эта система не оправдала себя, 9  сентября 1951 года Совет министров СССР принял Постановление о создании единой воздушной обороны приграничной линии СССРС. В сентябре 1951 — январе 1952 года ППВО переименовали в районы воздушной обороны приграничной линии (ВОПЛ), а входившие в них войска — в войска ВОПЛ. Руководство ВОПЛ передали от командования Сухопутных войск СССР к Главнокомандующему ВВС СССР, командующим войсками ВОПЛ был назначен первый заместитель Главнокомандующего ВВС маршал авиации К. А. Вершинин, а в округах и флотах ответственными за противовоздушную оборону стали командующие ВВС округов и флотов.  Были сформированы 7 приграничных районов воздушной обороны (Северный, Прибалтийский, Белорусский, Прикарпатский, Юго-Западный, Карпатский, Приморский, Порт-Артурский), к ним были причислены также существовавшие ранее Ленинградский и Бакинский районы ПВО. В подчинение командующих этими районами передали из ВВС 25 истребительных авиационных дивизий, придав им статус «специального назначения» (аналогичные задачи получили также 6 истребительных авиационных дивизий ВВС ВМФ, организационно оставшиеся в составе военно-морской авиации). Каждая дивизия получила участок ответственности примерно в 300 километров по фронту до стыка с внутренними районами ПВО страны. Борьба с самолётами-нарушителями велась путём барражирования вдоль границы и вылетами на перехват обнаруженных целей. Однако созданная система получилась громоздкой и многоступенчатой, проблемы взаимодействия многих включённых в неё структур решены не были. Фактически оперативное реагирование на инциденты на границах — только усложнилось.
Результатом стали участившиеся случаи безнаказанного нарушения воздушного пространства СССР, наиболее вопиющий произошёл 3 августа 1951 года: восемь бомбардировщиков турецких ВВС вошли в воздушное пространство СССР, сделали круг на малой высоте над Ленинаканом и вернулись на турецкую территорию, время их пребывания в воздушном пространстве СССР составило 14 минут, никаких мер за это время принято не было. На других направлениях иностранные самолёты-разведчики летали уже у Ленинграда, Минска, Смоленска и Киева, достигая уже дальнего Подмосковья
Приказом министра обороны СССР от 20 июня 1953 года № 00117 «О мероприятиях по улучшению организации противовоздушной обороны СССР» существовавшая система ПВО страны была признана не оправдавшей себя и начата очередная, уже пятая по счёту, реорганизация. Этим приказом объединялось под единым командованием руководство всеми силами противовоздушной обороны СССР, воссоздавалась единая централизованная система воздушного наблюдения и связи (ВНОС), вся истребительная авиация ПВО и зенитная артиллерия передавалась в подчинение командующему Войсками ПВО страны. На него возлагалось руководство всей системой противовоздушной обороны. Но при этом непосредственное руководство противовоздушной обороной приграничных военных округов и флотов вновь возлагалось на их командующих. Все существовавшие в стране районы ПВО (кроме Ленинградского района) передавались в непосредственное подчинение командующему Войсками ПВО страны. Приграничные районы воздушной обороны и войска ВОПЛ упразднялись, в воздушных армиях вводились должности заместителей командующего по ПВО, а в штабах военных округов —— Управления ПВО; в оперативном плане они подчинялись командующему войсками ПВО территории страны (им стал К. А. Вершинин). Итак, хотя была восстановлена единая система вротивовоздушной обороны на всей территории СССР, но в приграничных округах и на фотах она продолжала существовать на основе двуначалия.
И вновь жизнь показала несовершенство новой системы. 28–29 апреля 1954 года три американских самолёта-разведчика RB-47 с опознавательными знаками ВВС Великобритании вошли в воздушное пространство ВВС над Балтийским морем и прошли через Прибалтику, Белоруссию и Украину, имея целью разведку советских военных аэродромов. 8 мая того же года другие три RB-47 также с территории Англии нарушили границу и произвели фотографирование советских военных объектов в районе Мурманск, Кольский полуостров, Архангельск, Онежское озеро. В обоих случаях для нарушителей всё окончилось благополучно — советские истребители взлетали с опозданием, наводились на цель неудовлетворительно, зенитная артиллерия стреляла много, но безрезультатно
Новая, 6-я по счёту, реорганизация началась с принятием 27 мая 1954 года Постановления ЦК КПСС и Совета министров СССР № 1040-444сс «О безнаказанных полётах иностранных самолётов над территорией СССР». Впервые после Великой Отечественной войны вся система ПВО была сосредоточена в одном органе, а с учетом бурного развития стратегической авиации и ракетного вооружения потенциального противника, которое угрожало экономическому потенциалу и всем объектам стратегического тыла СССР на всей территории страны без исключений, войска ПВО были подняты в статусе до полноправного, четвёртого, нового вида Вооружённых Сил СССР, получив наименование Войска ПВО страны. Первым Главнокомандующим Войсками ПВО страны был назначен Маршал Советского Союза Леонид Говоров, а после его кончины в апреле 1955 года им стал бывший первый заместитель Главкома  маршал С. С. Бирюзов, сумевший достойно завершить создание полноценного вида Вооружённых Сил.
В Войска ПВО страны были включены все силы ПВО (за исключением частей ПВО Сухопутных войск и корабельных средств ПВО в ВМФ СССР). Вновь были созданы оперативные объединения (округа, армии) и оперативно-тактические соединения (корпуса, дивизии) ПВО. Истребительная авиация округов была в оперативном отношении подчинена Войскам ПВО страны. В организационную структуру Войск ПВО страны входили объединения (2 округа и 6 армий ПВО) и соединения (корпуса, дивизии) ПВО; на момент создания 20 объединений и соединений. Но всё-таки не была решена проблема двойного подчинения и раздробленности сил ПВО: армии и корпуса ПВО имели оперативного руководства со стороны Главнокомандующего Войсками ПВО страны и при этом были подчинены командующим войсками военных округов, на территориях которых дислоцировались. Эти командующие несли ответственность за своевременное применение всех сил ПВО на территориях военных округов при отражении удара авиации противника, а также за организацию взаимодействия. Только в 1957 году произошло окончательное устранение двуначалия и объединение всех наземных и авиационных частей противовоздушной обороны в системе Войск ПВО страны.
В состав Войск ПВО входили три рода войск: Зенитные ракетные войска (ЗРВ), Истребительная авиация (ИА) и Радиотехнические войска (РТВ).
Был разработан и введён новый штат руководства Войсками ПВО страны; инициировались новые научные разработки; отрабатывались и в теории и на практике новые способы борьбы со средствами воздушного нападения. Особое внимание уделялось внедрению новых видов вооружения. За предыдущее десятилетие в череде бесконечных реорганизаций удалось и только благодаря личному контролю за её созданием со стороны И. В. Сталина удалось создать только кольцевую систему ПВО под наименованием «С-25» для обороны Московского экономического района в составе 22 радиолокационных станций дальнего обнаружения, 56 зенитно-ракетных комплексов (ЗРК), расположенных двумя кольцами вокруг Москвы, технических баз и командных пунктов управления. Несмотря на всю значимость этой системы, этого было явно недостаточно.
К 1954 году было завершено перевооружение всей истребительной авиации Войск ПВО на реактивные самолёты. Зенитная артиллерия также массово заменялась новыми системами ЗРК, на вооружение одна за другой принимались ЗРК СА-75 «Двина» и С-75 «Десна», СА-75М «Волхов», С-125 «Нева».
Для подготовки командных кадров нового вида вооружённых сил в 1956 году в г. Калинин (ныне Тверь) была создана Военная командная академия противовоздушной обороны (сегодняшнее наименование — Военная академия воздушно-космической обороны им. Жукова). Научное обеспечение деятельности осуществлялось созданным в 1957 году единым комплексным научно-исследовательским институтом НИИ-2 ПВО (впоследствии — 2-й ЦНИИ МО), также находящимся в Калинине.
В 1960 году 20 объединений и соединений ПВО подверглись укрупнению до 13, в том числе два округа ПВО (Московский и Бакинский), пять армий ПВО и шесть корпусов ПВО. Корпуса и дивизии ПВО после реорганизации получили смешанный состав, рода войск были представлены в них на полковом уровне.
В результате всего комплекса мер к началу 1960-х годов безнаказанные полёты иностранной авиации над территорией СССР прекратились.
В 1967 году был создан новый род войск — Войска противоракетной и противокосмической обороны (Войска ПРО и ПКО). Части ПВО получили значительный боевой опыт в боевых действиях за пределами СССР (Китай, Корея, Вьетнам, Ближний Восток) и в ходе Карибского кризиса.
Однако в 1978 году начальник Генерального штаба Вооружённых Сил СССР Н. В. Огарков при поддержке министра обороны СССР Д. Ф. Устинова в рамках задуманной им коренной реорганизации систему управления Вооружённых Сил СССР выдвинул идею очередной реорганизации Войск ПВО страны. Пытавшийся противодействовать Огаркову главком Войск ПВО страны маршал П. Ф. Батицкий был вынужден подать в отставку. Реализация реформы началась с принятия постановления ЦК КПСС и Совета Министров СССР 27 декабря 1979 года «О повышении эффективности управления ВС СССР и дальнейшем совершенствовании их организационной структуры». В соответствии с ним территория страны была вновь разделена на внутренние и приграничные районы. Бакинский округ ПВО и пять отдельных армий ПВО (в Минске, Ленинграде, Киеве, Архангельске, Хабаровске), прикрывавшие приграничные районы, были расформированы, входившие в них корпуса и дивизии ПВО были переподчинены военным округам, а истребительные авиаполки из этих соединений были выведены и переданы в состав ВВС военных округов. Корпуса и дивизии ПВО, хотя и сохранили свои наименования, фактически стали дивизиями зенитных и радиотехнических средств. Ответственность за противовоздушную оборону на территориях военных округов вновь перешла к командующим войсками этих округов (как в первое послевоенное десятилетие). При этом изменили и наименование войск, назвав их Войсками ПВО (изъяв слово «страны»).
Новая система оказалась намного хуже ранее существовавшей, но признать факт ошибки оказалось трудным делом. Только после смерти Л. И. Брежнева в 1983 году маршал П. Ф. Батицкий добился встречи с новым Генеральным секретарём ЦК КПСС Ю. В. Андроповым, доложив ему о вреде реформы. По инициативе последнего была создана комиссия для рассмотрения дел в Вооружённых силах. Работа её завершилась только к концу 1984 года, когда умерли и Батицкий, и Андропов, и Устинов, а маршал Огарков был снят с должности начальника Генерального штаба и назначен Главнокомандующим Западным стратегическим направлением, что было хотя и закамуфлированным, но всё-таки понижением. Основные идеи реорганизации совершенной в 1980 году реорганизации Войск ПВО были признаны неправильными. Однако только 24 января 1986 года было принято новое постановление ЦК КПСС и Совета Министров СССР и приступили к ликвидации последствий реорганизации 1980 года. Система войск ПВО была восстановлена, также были восстановлены и расформированные армии ПВО восстановлены, а вместо Бакинского округа была создана 19-я отдельная армия ПВО со штабом в Тбилиси. Однако восстановление оказалось неполным — части ПВО в мирное и военное время передавались в оперативное подчинение Главнокомандующим войсками стратегических направлений (при этом организационно-нормативная база такого оперативного подчинения так и не была создана).
Огромным потрясением для Войск ПВО стали последствия пролёта над территорией СССР и посадки на Красной площади в Москве спортивного самолёта М. Руста 28 мая 1987 года. Уже 30 мая 1987 года им были освобождены от должности министр обороны маршал С. Л. Соколов и Главнокомандующий Войсками ПВО главный маршал авиации А. И. Колдунов, вслед за ними было привлечено к ответственности 34 офицера и генерала Войск ПВО.
С этого времени оснащение Войск ПВО новым вооружением практически прекратилось, зато изменения организационно-штатной структуры войск до самого конца существования СССР не прекращались. К середине 1991 года Войска ПВО состояли из Московского округа ПВО, 11-ти армий ПВО, в состав которых входили 20 корпусов и 20 дивизий ПВО. Существовали также и отдельные части центрального подчинения.
С 1992 года существовали Войска ПВО России.

### Войска ПВО в боевых действиях в послевоенный период
В послевоенный период войска ПВО СССР несли боевую службу по охране и обороне воздушных границ СССР. В условиях «Холодной войны» количество нарушений воздушного пространства страны и попыток таких нарушений исчислялось сотнями. Кроме того, подразделения войск ПВО страны участвовали и в боевых действиях во время следующих вооружённых конфликтов:

#### Корейская война
В период с 1 ноября 1950 года по 27 июля 1953 года в обороне воздушного пространства КНДР принимал участие 64-й истребительный авиационный корпус, в состав которого поочерёдно входили 3 авиационные дивизии ПВО и 4 зенитные артиллерийские дивизии.

#### Арабо-израильская война

##### Боевые действия в Египте
В период с 13 января 1970 года по 16 июля 1972 года в ходе Войны на истощение в обороне воздушного пространства Египта (АРЕ) принимала участие 18-я особая зенитно-ракетная дивизия, имевшая на вооружении комплексы С-125.

##### Боевые действия в Сирии
В период с начала 1973 по конец 1975 года в обороне воздушного пространства столицы Сирии (САР) города Дамаск принимал участие 716-й зенитно-ракетный полк 24-й Железной Самаро-Ульяновской мотострелковой дивизии, имевший на вооружении ЗРК «Квадрат».
В период с января 1983 года по июль 1984 года воздушное пространство Сирии обороняли 220-й зенитно-ракетный полк и 231-й зенитно-ракетный полк, имевшие на вооружении комплексы С-200.

## День войск ПВО
Установлен Указом Президиума Верховного Совета СССР от 1 октября 1980 года. Отмечается во второе воскресенье апреля.

## Командование Войск ПВО

### Главнокомандующие Войсками ПВО
Начальники 6-го Управления Штаба РККА, начальники Управления ПВО (1932—1940), начальники Главного управления ПВО (1940—1941), командующие (1941—1955), главнокомандующие (1955—1998).
- май — октябрь 1930 — Блажевич, Иосиф Францевич
- октябрь 1930 — февраль 1931 — Кучинский, Дмитрий Александрович
- апрель 1931 — июль 1934 — Медведев, Михаил Евгеньевич
- июль 1934 — август 1936 — командарм 1-го ранга (с 1935) Каменев, Сергей Сергеевич
- январь — декабрь 1937 — командарм 2-го ранга Седякин, Александр Игнатьевич
- декабрь 1937 — февраль 1938 — комдив Блажевич, Иосиф Францевич (врид)
- апрель — ноябрь 1938 — полковник Кобленц, Григорий Михайлович (врид)
- октябрь 1938 — июнь 1940 — комбриг, с 1939 комдив Поляков, Яков Корнеевич
- июнь — ноябрь 1940 — генерал-майор Королёв, Михаил Филиппович
- декабрь 1940 — январь 1941 — генерал-лейтенант Козлов, Дмитрий Тимофеевич
- январь 1941 — генерал-лейтенант авиации Птухин, Евгений Саввич
- январь — июнь 1941 — генерал-полковник Штерн, Григорий Михайлович
- июнь — июль 1941 — генерал-полковник артиллерии Воронов, Николай Николаевич
- июль — ноябрь 1941 — генерал-майор Осипов, Алексей Александрович
- ноябрь 1941 — июль 1948 — генерал-лейтенант, с 1943 генерал-полковник Громадин, Михаил Степанович
- июль 1948 — май 1952 — Маршал Советского Союза Говоров, Леонид Александрович
- июль 1952 — июнь 1953 — генерал-полковник Нагорный, Николай Никифорович
- июнь 1953 — май 1954 — маршал авиации Вершинин, Константин Андреевич
- май 1954 — март 1955 — Маршал Советского Союза Говоров, Леонид Александрович
- апрель 1955 — апрель 1962 — Маршал Советского Союза Бирюзов, Сергей Семёнович
- апрель 1962 — июль 1966 — маршал авиации Судец, Владимир Александрович
- июль 1966 — июль 1978 — Батицкий, Павел Фёдорович, генерал армии, с 1968 Маршал Советского Союза
- июль 1978 — июнь 1987 — маршал авиации, с 1984 Главный маршал авиации Колдунов, Александр Иванович
- июль 1987 — август 1991 — генерал армии Третьяк, Иван Моисеевич
- август — декабрь 1991 — генерал-полковник Прудников, Виктор Алексеевич

### Члены Военного совета Войск ПВО
- июль 1946 — май 1949 — генерал-лейтенант Гритчин, Николай Фёдорович
- май 1949 — июль 1951 — генерал-лейтенант Пономарёв, Иван Михайлович
- июль 1951 — июнь 1952 — генерал-майор авиации Рытов, Андрей Герасимович
- июнь 1952 — май 1953 — генерал-лейтенант Гритчин, Николай Фёдорович
- май 1963 — июль 1975 — генерал-лейтенант, с 1967 генерал-полковник Халипов, Иван Фёдорович
- август 1975 — июль 1987 — генерал-лейтенант, с 1976 генерал-полковник Бобылев, Сергей Андреевич
- июль 1987 — декабрь 1989 — генерал-лейтенант, с 1987 генерал-полковник Силаков, Виктор Алексеевич
- декабрь 1989 — август 1991 — генерал-лейтенант, с 1991 генерал-полковник Бойко, Николай Макарович

### Начальники Главного штаба Войск ПВО
- ноябрь 1941 — апрель 1951 — генерал-майор, с 1943 генерал-лейтенант, с 1944 генерал-полковник Нагорный, Николай Никифорович
- апрель 1951 — октябрь 1954 — генерал-лейтенант авиации Дагаев, Николай Павлович
- октябрь 1954 — июль 1956 — генерал-лейтенант Разуваев, Владимир Николаевич
- июль 1956 — декабрь 1960 — генерал-лейтенант авиации, с 1958 генерал-полковник авиации Демидов, Пётр Куприянович
- декабрь 1960 — май 1963 — генерал-полковник авиации Подгорный, Иван Дмитриевич
- май 1963 — июнь 1968 — генерал-полковник Цыганов, Николай Георгиевич
- июнь 1968 — сентябрь 1979 — генерал-лейтенант, с 1970 генерал-полковник Созинов, Валентин Дмитриевич
- сентябрь 1979 — апрель 1984 — генерал-полковник Романов, Семён Фёдорович
- апрель 1984 — август 1991 — генерал-полковник авиации Мальцев, Игорь Михайлович
- август — ноябрь 1991 — генерал-полковник Тимохин, Евгений Леонидович
- ноябрь 1991 — апрель 1998 — генерал-лейтенант, с 1991 генерал-полковник Синицын, Виктор Павлович

## Структура
Главкомат ПВО (Москва)
- 3-я отдельная армия предупреждения о ракетном нападении особого назначения
- 9-й отдельный корпус противоракетной обороны
- 18-й отдельный корпус контроля космического пространства[60]
- ордена Ленина Московский округ ПВО:
  - 1-я армия ПВО особого назначения (Балашиха). Вошла в состав ПВО ВС России, в 1994 году переформирована в 1-й корпус ПВО;
  - 2-й корпус ПВО (Ржев), в 1994 году переименован в 5-ю дивизию ПВО;
  - 3-й корпус ПВО (Ярославль), в 1995 году переименован в 3-ю дивизию ПВО;
  - 7-й корпус ПВО (Брянск), в 1994 году переименован в 7-ю дивизию ПВО;
  - 16-й корпус ПВО (Горький), расформирован в 1994 году.
- Краснознамённый Бакинский округ ПВО (Баку, с 1954 года по май 1980 года):
  - 12-й корпус ПВО (Ростов-на-Дону, вошел в состав 8-й ОА ПВО);
  - 14-й корпус ПВО (Тбилиси, вошел в состав ПВО Закавказского военного округа);
  - 15-й корпус ПВО (Аляты, вошел в состав ПВО Закавказского военного округа);
  - 10-я Краснознамённая дивизия ПВО (Волгоград, расформирована в 1973 году, части переданы в 12-й корпус ПВО);
  - 16-я гвардейская Ясская Краснознамённая, ордена Суворова дивизия ПВО (Красноводск) → Монголия → после вывода (с 2.02.1986 г.) 50-й отдельный гвардейский Ясский Краснознаменный, ордена Суворова корпус ПВО (Чита);
- 2-я отдельная армия ПВО (Минск):
  - 11-й корпус ПВО (Барановичи);
  - 28-й корпус ПВО (Львов) в составе армии с марта 1986 до 24 января 1992 года;
- 4-я отдельная Краснознамённая армия ПВО (Свердловск):
  - 19-й корпус ПВО (Челябинск);
  - 20-й корпус ПВО (Пермь);
  - 28-я дивизия ПВО (Куйбышев);
- 6-я отдельная армия ПВО (Ленинград)
  - 27-й корпус ПВО (Рига) с марта 1960 по декабрь 1977 входил во 2-ю ОА ПВО, с марта 1986 по 1994 год — в составе 6 ОА ПВО;
  - 54-й корпус ПВО (Тайцы);
  - 14-я дивизия ПВО (Таллин);
- 8-я отдельная армия ПВО (Киев):
  - 1-я дивизия ПВО (Севастополь), управление дивизии расформировано в 1989 г., части вошли в состав 60-го корпуса ПВО.
  - 19-я дивизия ПВО (Васильков), управление расформировано в 1989 г., части вошли в состав 49 К ПВО
  - 49-й корпус ПВО (Днепропетровск);
  - 21-я дивизия ПВО, в 1989 г. на её базе сформировано управление 60-го корпуса ПВО (Одесса);
  - 28-й корпус ПВО (Львов) в 1986 г. был передан в 2-ю ОА ПВО, после распада СССР 24 января 1992 г. вновь вошёл в состав 8-й ОА ПВО;
  - 12-й корпус ПВО (Ростов-на-Дону). В 1989 году корпус был передан в 19-ю ОА ПВО (Тбилиси);
- 10-я отдельная Краснознамённая армия ПВО (Архангельск):
  - 21-й корпус ПВО (Североморск);
  - 4-я дивизия ПВО (Новая Земля):
    - 3-й радиотехнический полк (Новая Земля):

  - 5-я дивизия ПВО (Петрозаводск) (расформирована в 1985 году);
  - 23-я Гомельская Краснознамённая ордена Суворова дивизия ПВО (Васьково);
  - 67-я отдельная авиационная эскадрилья СРДН (Шяуляй);
  - 12-я отдельная транспортная авиаэскадрилья (Васьково)
- 11-я отдельная Краснознамённая армия ПВО (Хабаровск):
  - 8-й Краснознамённый корпус ПВО (Комсомольск-на Амуре);
  - 23-й корпус ПВО (Владивосток);
  - 6-я дивизия ПВО (Елизово);
  - 24-я дивизия ПВО (Хомутово);
  - 25-я дивизия ПВО (Угольные Копи);
  - 29-я дивизия ПВО (Белогорск);
- 12-я отдельная армия ПВО (Ташкент):
  - 17-я дивизия ПВО (Мары);
  - 15-я дивизия ПВО (Самарканд):
  - 24-й корпус ПВО; с 1987 г. 17-я дивизия ПВО
  - 7-я дивизия ПВО, позже 37-й корпус ПВО (Алма-Ата);
- 14-я отдельная армия ПВО (Новосибирск):
  - 20-я дивизия ПВО → 38-й Амурский корпус ПВО → 41-я дивизия ПВО (Обь);
  - 26-я Мукденская дивизия ПВО → 39-й Мукденский корпус ПВО → 94-я дивизия ПВО (Иркутск);
  - 56-й корпус ПВО (Семипалатинск) → 33-я дивизия ПВО;
  - 22-я дивизия ПВО (Норильск), переведена из Бакинского округа ПВО 27 июля 1969 года;
  - 50-й гвардейский (до 25.01.1989 года отдельный) корпус ПВО → с 1.12.1998 года 26-я гвардейская дивизия ПВО (Чита);
- 19-я отдельная армия ПВО (Тбилиси) — была расформирована 1 апреля 1993 года, часть вооружения передана Министерству обороны Грузии.
  - 12-й корпус ПВО (Ростов-на-Дону);
  - 10-я дивизия ПВО (Волгоград);
  - 96-я дивизия ПВО → 14-й корпус ПВО (Тбилиси);
  - 97-я Львовская Краснознамённая дивизия ПВО (Баку) → 15-й корпус ПВО;

## Вооружение и военная техника (ВВТ)

### 1987 год[61]
Самолеты ПВО
- 420 единиц МиГ-23
- 305 единиц МиГ-25
- 100+ единиц МиГ-31
- 240 единиц Су-15
- 100 Су-27
- 80 единиц Ту-128
- 65 единиц Як-28П
  - самолёты ДРЛО:
    - 7 единиц Ту-126
    - 4 единица А-50

Наземные системы ПВО
- С-300П ПУ: 960+
- С-200 ПУ: 2030
- С-125 ПУ: 1135
- С-75 ПУ: 2675
- С-25 ПУ: 2200

## Советская авиация ПВО к 1990 году
| Наименование           | Фото                   | Страна-производитель   | Назначение               | Количество             | Комментарий |
| Истребительная авиация | Истребительная авиация | Истребительная авиация | Истребительная авиация   | Истребительная авиация | Истребительная авиация |
| ---------------------- | ---------------------- | ---------------------- | ------------------------ | ---------------------- | --- |
| Су-27                  |                        | Флаг СССР              | Многоцелевой истребитель | 160                    | Советский многоцелевой высокоманёвренный всепогодный истребитель четвёртого поколения, разработанный в ОКБ Сухого и предназначенный для завоевания превосходства в воздухе.                                                                                         |
| Су-15                  |                        | Флаг СССР              | Истребитель-перехватчик  | 500                    | Советский истребитель-перехватчик, разработанный в начале 1960-х годов. Долгое время составлял основу ПВО СССР. |
| МиГ-23                 |                        | Флаг СССР              | Многоцелевой истребитель | 900                    | Советский многоцелевой истребитель третьего поколения с верхним расположением крыла изменяемой стреловидности. |
| МиГ-21                 |                        | Флаг СССР              | Многоцелевой истребитель | 45                     | Советский многоцелевой истребитель. МиГ-21 стал первым самолётом КБ МиГ с треугольным крылом. |
| МиГ-25                 |                        | Флаг СССР              | Истребитель-перехватчик  | 350                    | Советский сверхзвуковой высотный истребитель-перехватчик 3-го поколения. |
| МиГ-31                 |                        | Флаг СССР              | Истребитель-перехватчик  | 250                    | Советский двухместный сверхзвуковой высотный всепогодный истребитель-перехватчик дальнего радиуса действия. |
| Як-28П                 |                        | Флаг СССР              | Истребитель-перехватчик  | 20                     | Перехватчик, модификация многоцелевого самолёта Як-28. |
| Самолеты ДРОЛиУ        |                        |                        |                          |                        | |
| Ту-126                 |                        | Флаг СССР              | Самолёт ДРЛО             | 3                      | Первый советский самолёт-носитель радиоэлектронных средств дальнего радиолокационного обнаружения воздушных и морских целей (самолёт ДРЛО). Создан на базе пассажирского лайнера Ту-114.                                                                            |
| А-50                   |                        | Флаг СССР              | Самолёт ДРЛО             | 14                     | Советский самолёт дальнего радиолокационного обнаружения и управления. Создан на базе военно-транспортного самолёта Ил-76. |
| Системы ПРО            |                        |                        |                          |                        | |
| А-135                  |                        | Флаг СССР              | Комплекс ПРО             | н/д                    | Советская система противоракетной обороны (защиты) города Москвы. А-135 предназначена для «отражения ограниченного ядерного удара по советской столице и центральному промышленному району», согласно договору об ограничении систем ПРО между СССР и США           |
| А-35                   |                        | Флаг СССР              | Комплекс ПРО             | н/д                    | Советская система ПРО, предназначенная для защиты административно-промышленного района (АПР) г. Москвы от ударов межконтинентальных баллистических ракет. |
| Системы ПВО            |                        |                        |                          |                        | |
| С-300П                 |                        | Флаг СССР              | Комплекс ПВО             | 1500 ПУ                | Семейство зенитно-ракетных комплексов, Предназначена для обороны крупных промышленных и административных объектов, военных баз и пунктов управления от ударов средств воздушно-космического нападения противника. Заменила более старые ЗРС С-25 и ЗРК С-75 и С-125 |
| С-200                  |                        | Флаг СССР              | Комплекс ПВО             | 1950 ПУ                | Советский зенитно-ракетный комплекс дальнего радиуса действия. Предназначен для обороны больших площадей от бомбардировщиков и других стратегических летательных аппаратов.                                                                                         |
| С-125                  |                        | Флаг СССР              | Комплекс ПВО             | 1000 ПУ                | Советский зенитно-ракетный комплекс малого радиуса действия. Был принят на вооружение в ВС СССР в 1961 году. |
| С-75                   |                        | Флаг СССР              | Комплекс ПВО             | 2400 ПУ                | Советский подвижный зенитный ракетный комплекс. Заменялся на С-300П. |
| С-25                   |                        | Флаг СССР              | Комплекс ПВО             | 1600 ПУ                | Стационарная зенитно-ракетная система, созданная в СССР для обороны Москвы от средств воздушного нападения потенциального противника. Заменялась на С-300П. |